# Ritmo salvaje (serie de televisión)
Ritmo salvaje es una serie de televisión web colombiana dirigida por Simón Brand y producida por Caracol Televisión y Netflix. Se estrenó el 2 de marzo de 2022 con un total de ocho episodios. Está protagonizada por Greeicy Rendón y Paulina Dávila.

## Reparto
- Greeicy Rendón como Karina[3]
- Paulina Dávila como Antonia[3]
- Martina la Peligrosa como Bombita[3]
- Ángela Cano como Ximena[3]
- Sashua López como La Chama[3]
- Juan Manuel Guilera como Mateo[3]
- David Palacio como Checho[3]
- Cristina Warner como Miranda[3]
- Sergio Herrera como Vicente[3]
- Kevin Bury como Alex[3]
- Andrés Juan Hernández como Jacobo[3]
- Alejandro Buitrago como Curro[3]